# Axos
Axos is een geslacht van sponsdieren uit de klasse van de Demospongiae (gewone sponzen).

## Soorten
- Axos cliftoni Gray, 1867
- Axos flabelliformis Carter, 1879